# Gilbert Schaller
Gilbert Schaller (Bruck an der Mur, 17 marzo 1969) è un allenatore di tennis ed ex tennista austriaco.

## Biografia
Ottenne il suo best ranking in singolare il 9 luglio 1990 con la 82ª posizione; mentre nel doppio divenne, il 25 marzo 1991, il 6º del ranking ATP.
Nel 1995 vinse il suo unico torneo ATP della sua carriera, il Grand Prix Hassan II a Casablanca in Marocco; in quell'occasione superò lo spagnolo Albert Costa in due set: 6-4, 6-2. In altre tre occasioni raggiunse la finale: al Romanian Open di Bucarest e all'Open de Tenis Comunidad Valenciana di Valencia nello stesso anno e al Grand Prix Hassan II di Casablanca l'anno successivo.
Il suo miglior risultato nei tornei del grande slam è rappresentato dal terzo turno raggiunto all'Australian Open 1997 dove venne superato dal cileno Marcelo Ríos con il punteggio di 6-4, 6(2)–7, 1-6, 1-6.
Ha fatto parte della squadra austriaca di Coppa Davis dal 1993 al 1997 con un record di tre vittorie e sei sconfitte. Nel 2007 è diventato capitano di Coppa Davis per l'Austria.

## Statistiche

### Singolare

#### Vittorie (1)
| Legenda                |
| Grande Slam (0)        |
| Tennis Masters Cup (0) |
| ATP Masters Series (0) |
| ATP Tour (1)           |

| Numero | Data          | Torneo                           | Superficie  | Sfidante in finale | Punteggio |
| 1.     | 20 marzo 1995 | Grand Prix Hassan II, Casablanca | Terra rossa | Albert Costa       | 6-4, 6-2  |

| Legenda tornei minori |
| Challenger (8)        |
| Futures (0)           |

| Numero | Data              | Torneo                                                | Superficie  | Sfidante in finale | Punteggio     |
| 1.     | 20 luglio 1992    | BH Tennis Open International Cup 1992, Belo Horizonte | Cemento     | João Cunha e Silva | 6-4, 6-7, 6-0 |
| 2.     | 27 luglio 1992    | Lins Challenger 1992, Lins                            | Terra rossa | Mauricio Hadad     | 6-3, 6-3      |
| 3.     | 14 settembre 1992 | Casablanca Challenger 1992, Casablanca                | Terra rossa | Federico Sánchez   | 6-4, 6-1      |
| 4.     | 10 agosto 1993    | Liege Challenger 1993, Liegi                          | Terra rossa | Christian Ruud     | 1-6, 7-6, 6-1 |
| 5.     | 20 settembre 1993 | ECM Prague Open 1993, Praga                           | Terra rossa | Massimo Valeri     | 6-4, 7-6      |
| 6.     | 18 ottobre 1993   | Curitiba Challenger 1993, Curitiba                    | Terra rossa | Christian Miniussi | 6-4, 6-0      |
| 7.     | 20 giugno 1994    | Nord LB Open 1994, Braunschweig                       | Terra rossa | Javier Sánchez     | 6-4, 3-6, 6-3 |
| 8.     | 27 giugno 1994    | Porto Challenger 1994, Porto                          | Terra rossa | Marcelo Filippini  | 6-2, 7-5      |

#### Finali perse (3)
| Legenda                |
| Grande Slam (0)        |
| Tennis Masters Cup (0) |
| ATP Masters Series (0) |
| ATP Tour (3)           |

| Numero | Data              | Torneo                                       | Superficie  | Sfidante in finale | Punteggio     |
| 1.     | 11 settembre 1995 | Romanian Open, Bucarest                      | Terra rossa | Thomas Muster      | 3-6, 4-6      |
| 2.     | 2 ottobre 1995    | Open de Tenis Comunidad Valenciana, Valencia | Terra rossa | Sjeng Schalken     | 4-6, 2-6      |
| 3.     | 25 marzo 1996     | Grand Prix Hassan II, Casablanca             | Terra rossa | Tomás Carbonell    | 5-7, 6-1, 2-6 |

### Doppio

#### Vittorie (0)
| Legenda tornei minori |
| Challenger (0)        |
| Futures (1)           |

| Numero | Data           | Torneo                                                                | Superficie  | Compagno      | Avversari in Finale                  | Punteggio     |
| 1.     | 31 luglio 2000 | Italy San Benedetto del Tronto Futures 2000, San Benedetto del Tronto | Terra rossa | Oliver Marach | Giancarlo Petrazzuolo Potito Starace | 5-3, 5-3, 4-0 |